# Flytande ö

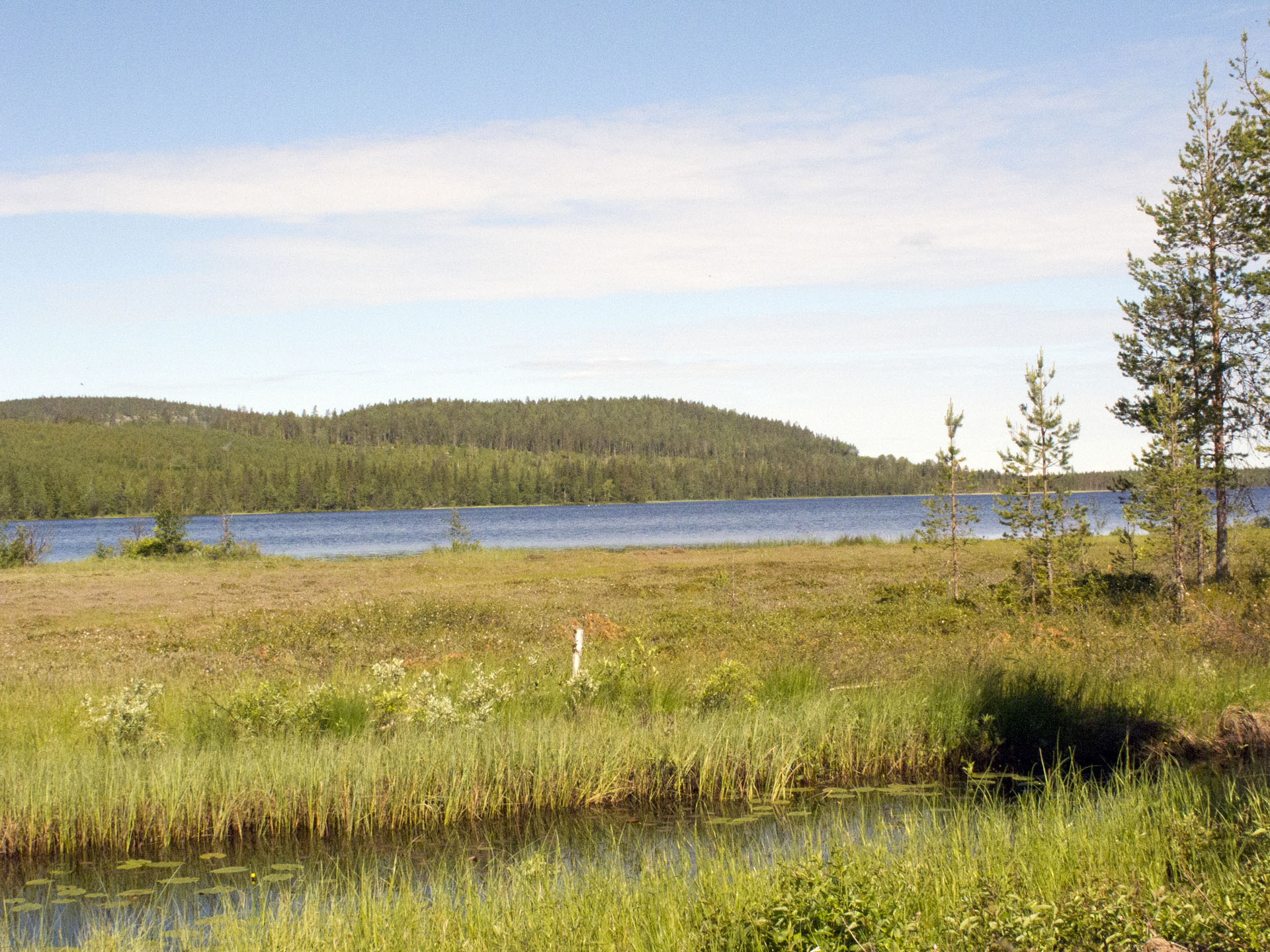
Flottholme i sjön Pirttijärvi, Övertorneå kommun, Norrbottens län.

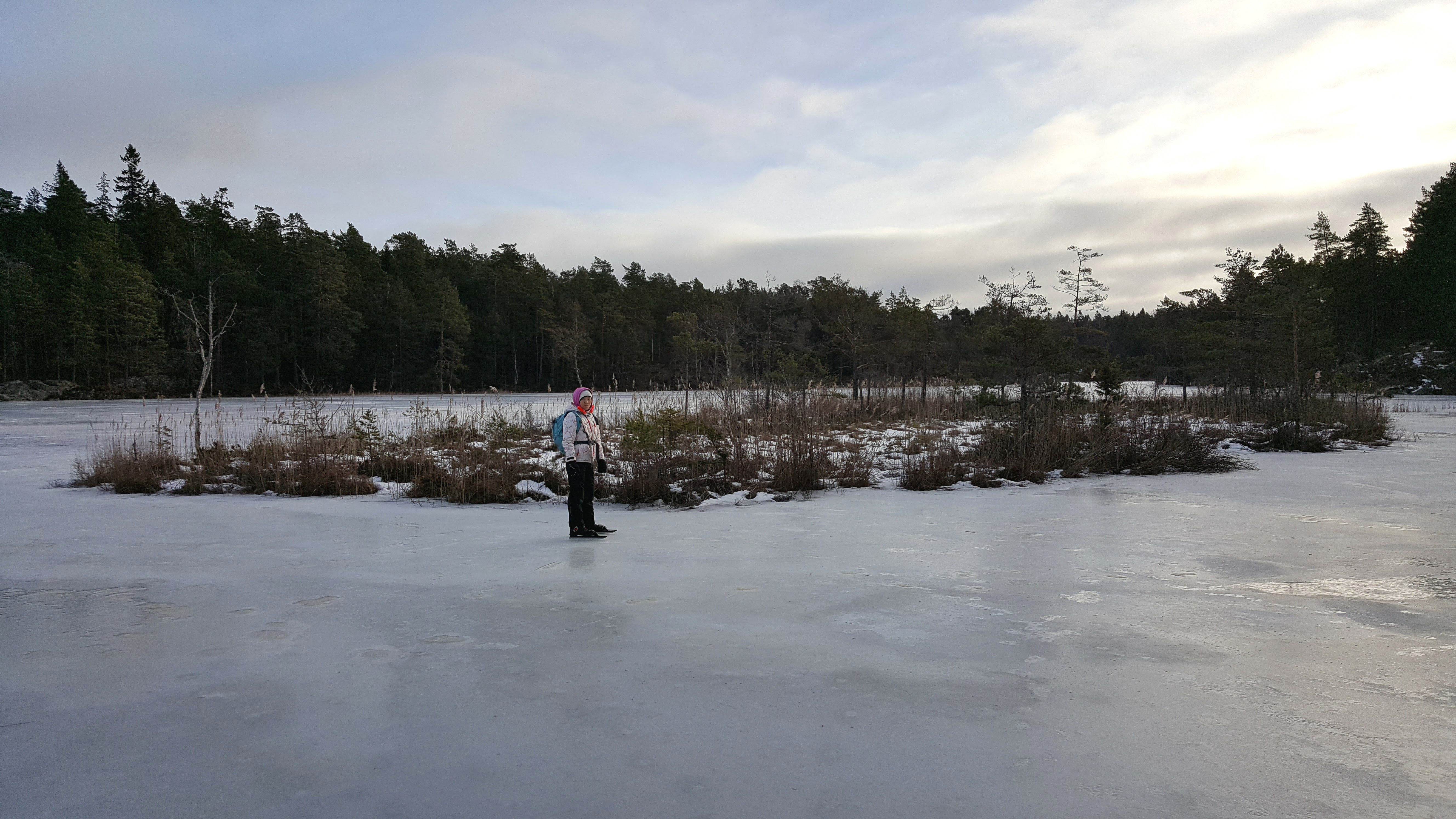
Flottholme i Lundsjön–Dammsjön vid Erstavik, Stockholms län.

En flytande ö eller flottholme är ett naturligt föremål som flyter på ytan av en vattensamling och som inte sitter fast vid vattensamlingens botten. Konstgjorda flytande öar kallas vanligen för pontoner. Flytande öar är inga landmassor och räknas därför inte som äkta öar, trots att de delvis består av jord.

## Naturlig process
Flytande öar tillkommer på olika sätt. Några har varit en del av strandlinjen som lossnat under en översvämning eller konstgjord nivåhöjning. Om en flytande ö består en längre tid kan det finnas växtlighet på den, till och med små träd. 
En flottholme hålls uppe av inneslutna gaser som ökar dess lyftkraft. Mikroorganismer och svampar bildar gaser som metan och koldioxid. Under den kalla delen av året kan en flottholme sjunka under vattenytan för att åter flyta upp när värmen och gasproduktionen ökar.

## Globalt fenomen
Enstaka flytande öar är mer än hundra meter långa. De förekommer bland annat på stora floder som Amazonfloden och större insjöar som Titicacasjön där människor till och med bosatt sig. El Ojo i Argentina är en rund ö på 120 meter i diameter som sakta roterar.
Flytande öar av pimpsten från vulkanutbrott under havsytan kan bilda stora öar som flyter i år innan de sjunker. År 2019 upptäcktes en sådan flytande ö av pimpsten om 150 kvadratkilometer nära Tonga i Stilla havet. De flytande öarna bildas vid utbrott som sker på grunt vatten, och i området dyker de upp med omkring fem års mellanrum. Dessa för med sig växter, korall och annat djurliv för att så småningom sjunka.

## Exempel på vatten med flottholmar

### Sverige
- Eksjön[1]
- Hillesjön[5]
- Lundsjön–Dammsjön[1]
- Måcksjön[1]
- Nimmern[1]
- Pirttijärvi
- Ralången[1][6]
- Sommen[1]
- Vixen[1]
- Älvlången[1]

### Finland
- Juojärvi[1]

## Lag
Flottholme hafve han, som den vid land sitt fäster. (12 kapitlet 4 § jordabalken av 1734 års lag, upphävd 1972)

Finland har motsvarande lag: Beträffande flottholme ... äganderätt till sådan holme tillfaller den, vilken fäster densamma vid sin strand. Detsamma gäller, om holme utan ägarens tillgörande fäster sig vid stranden.